# Ofrenda musical, BWV 1079

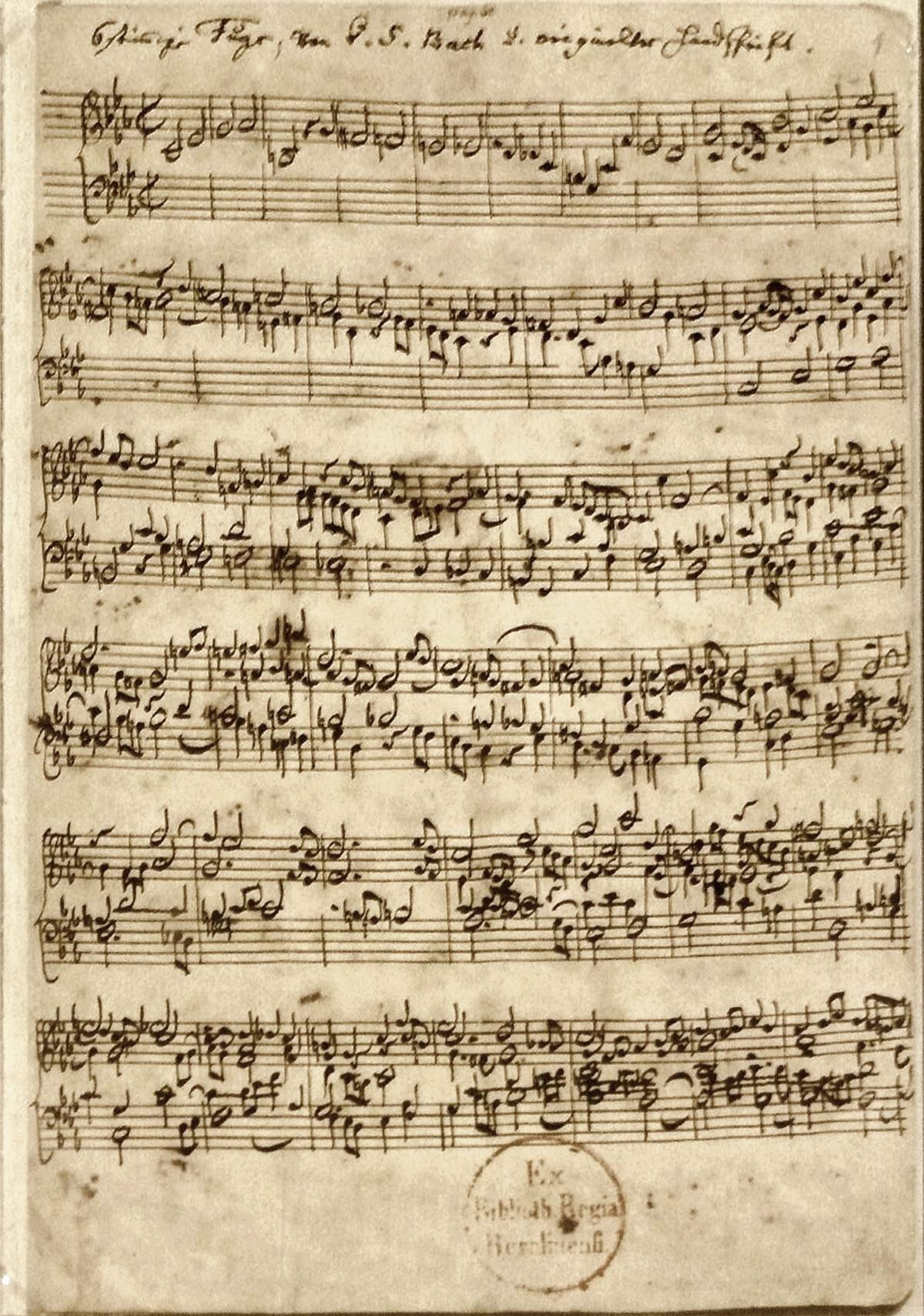
Partitura autógrafa de J.S. Bach de una fuga a seis partes de la Ofrenda musical.

La Ofrenda musical, BWV 1079 (en alemán: Musikalisches Opfer o Das Musikalische Opfer) es una colección de cánones y fugas y otras piezas de música compuesta por Johann Sebastian Bach, a partir de un tema musical original del rey Federico II de Prusia (Federico el Grande) al que la obra fue dedicada.

## Historia

### El tema real
La colección tiene su origen en el encuentro que se produjo entre Bach y Federico el Grande el 7 de mayo de 1747. El encuentro tuvo lugar en la residencia real de Sanssouci, en Potsdam, debido a que el segundo hijo de Bach, Carl Philipp Emanuel, estaba empleado en la corte real como clavecinista. Federico quiso mostrar a Bach como una novedad unos pianofortes fabricados por Silbermann, el constructor de instrumentos de teclado. El propio Bach había probado (y criticado) el primer prototipo de Silbermann en la década de 1730. El organero alemán, contrariado en un principio, acabó mejorando el instrumento siguiendo las indicaciones de Bach. Ese modelo mejorado es el que fue adquirido por la corte prusiana, y fue el que Bach pudo probar allí por primera vez en 1747.
Bach, que era muy conocido por su capacidad en la improvisación, fue retado por Federico a improvisar una fuga sobre un tema de su pretendida invención, que fue denominado Thema Regium ("Tema real"; véase al final de esta sección).
La prensa de aquellos días relata que Bach salió exitoso del trance e improvisó una fuga.[cita requerida]
Dos meses después de este primer encuentro, Bach publicó un conjunto de piezas basadas en este tema que se conoce hoy como la Ofrenda musical. Bach inscribió en la partitura la leyenda "Regis Iussu Cantio Et Reliqua Canonica Arte Resoluta" (el tema proporcionado por el rey, con adiciones, resuelto en estilo canónico), y la primera letra de cada palabra de la leyenda dio como resultado la palabra “RICERCAR” (denominación que recibía antiguamente la fuga, y que en idioma italiano significa "buscar", "indagar").

El "tema real"

### Recepción
Se sabe poco sobre cómo recibió Federico la partitura que Bach le dedicó, y ni siquiera si intentó ejecutarla, interpretando él mismo la parte de flauta de la sonata trío, o resolver los enigmas. Federico tenía reputación de no ser un amante de la música “complicada”. No en vano, su profesor de flauta y composición era el músico Johann Joachim Quantz, compositor prolífico y partidario de progresiones armónicas claras y sencillas, con líneas melódicas claras y apoyadas por el bajo continuo en función de soporte. 
El importante nivel que la partitura exige del ejecutante de la parte de flauta, hace pensar que el rey debía ser un flautista cualificado, porque no cabe pensar que Bach se atreviera a dedicar al rey una obra que estuviera fuera de su alcance como intérprete. 
Además, parece ser que poco después de recibir la visita de Bach, Federico tuvo que salir en campaña de guerra. Por esta razón, es presumible que la Ofrenda musical no fue recibida como una obra tan importante como se merecía.
El manuscrito original fue atesorado en la colección de obras de la princesa Anna Amalia de Prusia, la cual fue una refinada compositora, flautista, organista y violinista. La princesa era una gran admiradora de los Bach y gracias a su afán por coleccionar obras se han podido conservar obras tan importantes como ésta, la Pasión Según San Mateo  o la Misa en Si menor.

## Análisis

### Estructura
En su forma final, la Ofrenda musical comprende:
- Dos ricercares, anotados en tantos pentagramas como voces hay: 
  - un ricercar a 6 (una fuga a seis voces)
  - un ricercar a 3 (una fuga a tres voces)
- Diez cánones:
  - Cánones diversi super Thema Regium:
    - 2 Cánones a 2
    - Canon a 2, per motum contrarium
    - Canon a 2, per augmentationem, contrario motu
    - Canon a 3, per tonos

  - Canon perpetuus
  - Fuga canónica
  - Canon a 2 Quaerendo invenietis
  - Canon a 4
  - Canon perpetuus, contrario motu
- Sonata sopr'il Soggetto Reale –una sonata trío, que incluye parte para la flauta, un instrumento que Federico tocaba, consistente en cuatro movimientos:
  - Largo
  - Allegro moderato
  - Andante larghetto
  - Allegro

### Instrumentación
Además de la sonata trío, que fue escrita para flauta, violín y bajo continuo, las piezas tienen pocas indicaciones sobre para qué instrumentos deben utilizarse en su interpretación.
Los ricercares y los cánones fueron realizados de distintas formas: Los ricercares se interpretan frecuentemente con instrumentos de teclado, conjuntos de música de cámara o con distintas configuraciones de instrumentos, comparables a la instrumentación de la sonata trío. Existen grabaciones de uno o más instrumentos de teclado (piano, clave), así como de formaciones instrumentales más amplias.
Frecuentemente las configuraciones instrumentales tienen poco que ver con las habituales en la música de cámara de mediados del siglo XVIII, que habitualmente no pasaba de un reducido número de instrumentos, generalmente violines (o instrumentos que puedan imitarlo, como la flauta) para las partes agudas, el clave y la viola de gamba (o el violonchelo) para el continuo. Posiblemente lo más recomendable es limitar la instrumentación a las más habituales en la ejecución de sonatas trío: flauta, violín, viola de gamba o violonchelo y clave.
A pesar de que la versión impresa da la impresión de haber sido organizada, o de haber sido reducida, para que las páginas de la partitura sean pasadas a medida que se lee la partitura a primera vista, el orden de las piezas que dispuso Bach -si es que existe un orden dispuesto- sigue siendo incierto, aunque se acostumbra a iniciar la interpretación de la colección por el Ricercar a 3 y a interpretar la sonata trío hacia el final. Los cánones super Thema Regium normalmente son ejecutados de forma seguida.

### Enigmas musicales
Algunos de los cánones de la Ofrenda musical son representados en la partitura original por no más que una corta melodía monódica de unos cuantos compases que sirve de tema, con una más o menos enigmática inscripción en latín sobre la melodía, como por ejemplo la del canon que lleva la inscripción Quaerendo invenietis (“Buscando encontraréis” ). 
Se supone que el intérprete debe partir de este tema, haciendo evolucionar canónicamente las demás partes por encima y por debajo del tema principal. Las soluciones canónicas de referencia son obra del discípulo de Bach, Johann Philipp Kirnberger. Aunque podría haber otras soluciones, la mayoría de las partituras impresas en la actualidad ya proporcionan los cánones resueltos de una forma estándar, lo que permite a los intérpretes dedicarse a ejecutar la obra sin tener que desarrollar las partes complementarias a partir del tema principal y de las indicaciones en latín.
Uno de estos cánones, Canon in augmentationem (la duración de las notas aumenta progresivamente), está indicado Notulis crescentibus crescat Fortuna Regis (que la fortuna del rey aumente de la misma forma en la que lo hacen estas notas), mientras que en el canon denominado Canon per Tonos Bach va modulando a partir de la tonalidad de do menor para terminar de forma imperceptible en la tonalidad más alta de re menor y enlazando con el comienzo. De esta forma, el intérprete puede empezar de nuevo y, a medida que la tonalidad va ascendiendo, puede llegar de nuevo a la tonalidad de do menor, cerrando el círculo de modulaciones una octava más arriba. La indicación en este canon es Ascendenteque Modulationis ascendat Gloria Regis (que la gloria del rey aumente como asciende esta modulación).

## Adaptaciones y citas
- El Ricercar a 6 ha sido arreglado de forma independiente en varias ocasiones. La más destacada de las mismas es la firmada por Anton Webern, quien en 1935 escribió una versión para orquesta reducida, notable por su multicolor melodía de timbres (en idioma alemán, Klangfarbenmelodie) (la línea melódica pasa de un instrumento a otro cada pocas notas, por lo que cada instrumento aporta un diferente color tímbrico a las notas que se interpretan).
- Bart Berman compuso tres nuevos cánones sobre el Tema real de la Ofrenda musical, que fueron publicados en 1978 en un suplemento especial de vacaciones de la publicación musical holandesa Mens & Melodie (editorial Het Spectrum).[2]
- Sofia Gubaidulina utilizó más tarde el Tema real de la Ofrenda musical en su concierto para violín Offertorium (1980). Con un arreglo orquestal parecido al de Webern, el tema es deconstruido nota a nota a través de una serie de variaciones y reconstruido como un himno ortodoxo ruso.
- La clavicordista inglesa Millicent Silver realizó un arreglo para ocho instrumentos contemporáneos de toda la Ofrenda musical, el cual fue grabado en 1962 por el London Harpsichord Ensemble (classics club/saga 5237).[3]

## En la cultura popular
- El escritor argentino Julio Cortázar escribió la narración Clone, que forma parte de Queremos tanto a Glenda (1980), utilizando la Ofrenda musical, movimiento por movimiento, como guía para el ingenioso relato dramático.[4]

- La película suiza Mein Name ist Bach (Mi nombre es Bach) de 2003 de la directora Dominique de Rivaz, está basada precisamente en el encuentro entre el rey y Bach que dio lugar a esta pieza. Fue protagonizada por Jürgen Vogel, en el papel de Federico el Grande, y Vladim Glowna en el papel de Johann Sebastian Bach. El largometraje recrea cómo pudo ser la posible relación que se estableció entre ambos. Aunque la música no es el tema central, es interesante ver cómo queda retratada la influencia de Quantz sobre la formación musical y cultural del rey, así como la discusión entre los hermanos Carl Philipp Emanuel y Friedemann Bach sobre sus distintos intereses en el campo de la composición musical.[5]